# Christelijke Communistische Partij
De Christelijke Communistische Partij (Italiaans: Partito Comunista Cristiana) was een christelijke communistische en antifascistische partij in Italië die kortstondig bestond.
In 1941 werd er door jonge, progressieve katholieken en protestanten de Sinarchistische Coöperatieve Partij (Partito Cooperativista Sinarchico) gevormd. Omdat in die tijd alleen Mussolini's Nationale Fascistische Partij was toegestaan, was de PCS een illegale partij. In 1942 werd de partijnaam gewijzigd in Christelijke Communistische Partij en na de val van Mussolini in 1943 werd de partijnaam gewijzigd in Communistische Katholieke Beweging. Het Vaticaan maakte ernstig bezwaar tegen de partijnaam en het partijbestuur nam de beslissing om de naam in Partij van Christelijk Links te veranderen.